# Christian Schenk
Pour les articles homonymes, voir Schenk.
Christian Schenk, né le 9 février 1965 à Rostock, est un athlète de la République démocratique allemande, qui pratiquait le décathlon.

## Biographie
Champion olympique de décathlon en 1988 sous les couleurs de l'Allemagne de l'Est, il admet dans son autobiographie paru en 2018 qu’il avait utilisé des produits dopants durant sa carrière, notamment du Turinabol, un stéroïde anabolisant.

## Palmarès

### Jeux olympiques d'été
- Jeux Olympiques de 1988 à Séoul,  Corée du Sud
  -  Médaille d'or

### Championnats du monde d'athlétisme
- Championnats du monde 1987 à Rome,  Italie
  - 5e
- Championnats du monde 1991 à Tokyo,  Japon
  -  Médaille de bronze
- Championnats du monde 1993 à Stuttgart,  Allemagne
  - 4e

### Championnats d'Europe d'athlétisme
- Championnats d'Europe 1990 à Split,  Yougoslavie
  -  Médaille de bronze

## Records

### Records personnels
| Épreuve         | Performance | Lieu      | Date       |
| --------------- | ----------- | --------- | ---------- |
| Décathlon       | 8 500 pts   | Stuttgart | 20/08/1993 |
| Saut en hauteur | 2,27m       | Seoul     | 1988       |